# Paź filipiński
Paź filipiński (Papilio benguetanus) – gatunek motyla z rodziny paziowatych występujący naturalnie wyłącznie na Filipinach.